# مازن دويكات
مازن دويكات هو شاعر وكاتب فلسطيني، ولد في الأول من يوليو عام 1954م في بلاطة بفلسطين.

## حياته
مازن دويكات هو عضو مؤسس في ملتقى بلاطة الثقافي، ومشرف للمجلة الصادرة عن الملتقى، وعضو هيئة إدارية لدورات سابقة في الاتحاد العام للكتّاب الفلسطينيين، كذلك هو عضو في هيئة إدارية لمركز أوغاريت للثقافة والنشر في رام الله، بالإضافة أنه سكرتير تحرير في مجلة نوافذ الصادرة عن دار الفاروق للطباعة والنشر في نابلس.
مثّل مازن فلسطين في احتفاليات القدس عاصمة للثقافة العربية في الرياض عام 2009م.

## مؤلفاته
- «أناشيد الشاطر حسن» عن جمعية أصدقاء الأطفال العرب، صدر عام 1992م.[2]

- قصيدة «نجمة شكيم»[3]

- «قصائد حب» عند دار فاروق للثقافة والنشر، صدر عام 1997م، باللغة العربية في 106 صفحة.[4][5]

- «المسارات» شعر، عن ملتقى بلاطة الثقافي في نابلس، صدر عام 1996م، باللغة العربية في 118 صفحة.[6]

- «قراءات في جدارية محمود درويش» ملتقى بلاطة الثقافي في نابلس عام 2002م.[7]

- «صابر الجريزمي؛ نصوص ساخرة» عن اتحاد الكتاب الفلسطينيين، صدر عام 1998م، باللغة العربية في 156 صفحة.[8]

- «الثيران الثلاثة: قصة شعرية للفتيان» عن دار الفاروق للثقافة والنشر، صدر عام 1998م، باللغة العربية في 16 صفحة.[9]

- «حارس الغابة» عن مركز اوغاريت للنشر والترجمة برام الله، صدر عام 2001م، باللغة العربية في 14 صفحة.[10]

- «مرايا البعد الثالث» نصوص، عن ملتقى بلاطة الثقافي في نابلس، عام 2001م.[11]

- يصعدون بلا خيوط واضحة.[12]

- «وسائد حجرية» عن مركز اوغاريت للنشر والترجمة في رام الله، صدر عام 2003م، باللغة العربية في 107 صفحة.[13]

- «حرائق البلبل على عتبات الورد» مركز اوغاريت للنشر والترجمة في رام الله، صدر عام 2004م، باللغة العربية في 96 صفحة.[14]

- «احتفال في مقهى الخيبة» عن اتحاد الكتاب الفلسطينيين في رام الله، صدر عام 2005م، باللغة العربية في 102 صفحة.[15][16]

- «زهرة الرمان» مركز اوغاريت للنشر والترجمة في رام الله، صدر عام 2008م، باللغة العربية في 124 صفحة.[17]

- «مقامات قوس قزح» قصائد قصيرة، عن ملتقى بلاطة الثقافي في نابلس، صدر عام 2009م.[1]

- «في ضوء ضفائرها تستحم الينابيع» مجموعة نصوص من إصدار وزارة الثقافة الفلسطينية، صدرت عام 2020م.[18][19]